# Neue Altstadt di Francoforte

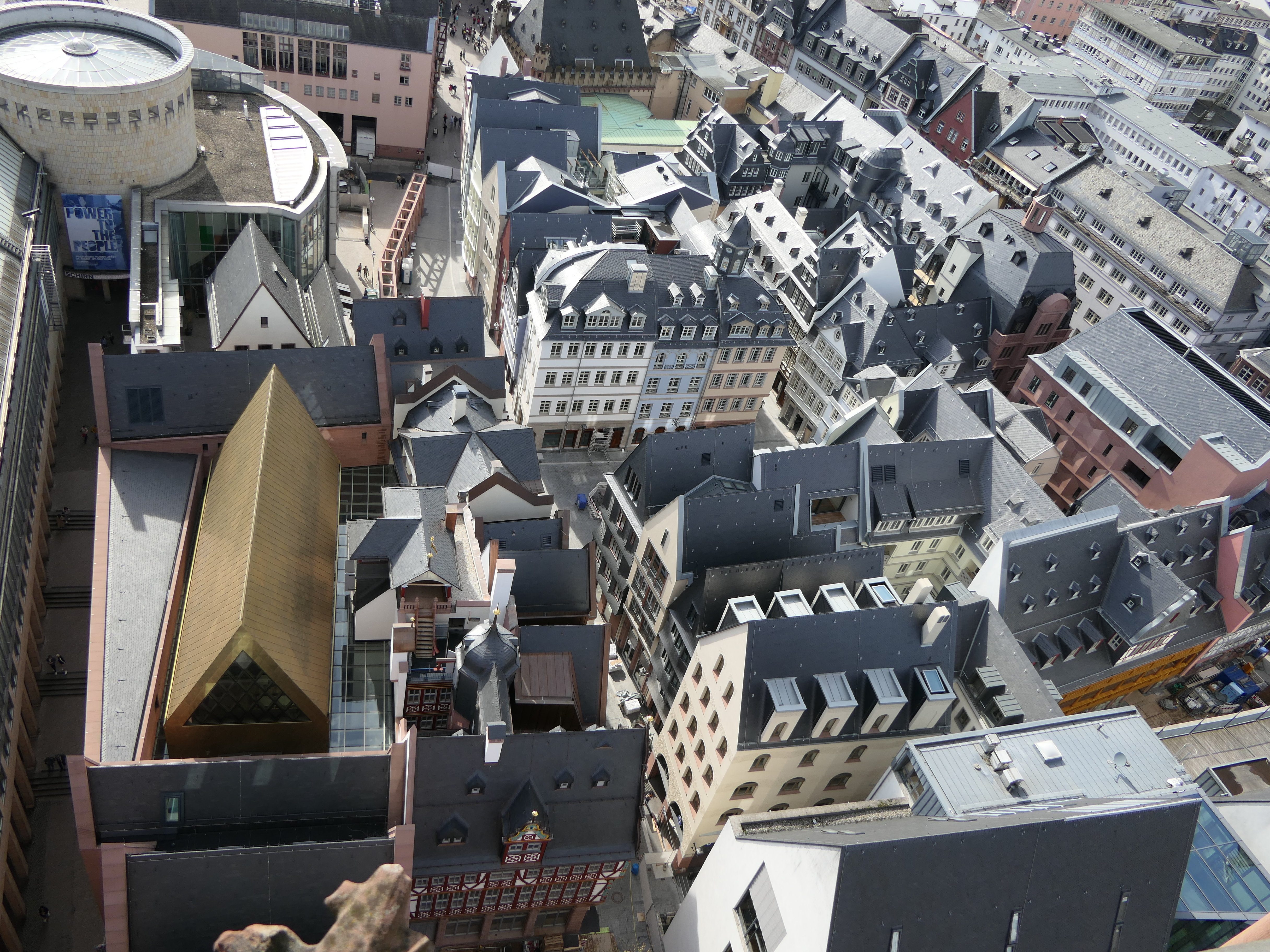
la Neue Altstadt così come appariva nell'aprile 2018

La Neue Aldstadt (nuova città-vecchia in italiano) di Francoforte corrisponde al quartiere centrale della città tedesca di Francoforte sul Meno. Il quartiere attuale è frutto di una lenta e attenta opera di ricostruzione dopo che quello originale era stato completamente distrutto con i bombardamenti della seconda guerra mondiale. Il progetto di ricostruzione, noto come progetto Dom-Römer (Dom-Römer-Projekt in tedesco) ha cercato di rispettare l'originale impianto del quartiere, riproponendo 35 edifici in stile antebellico di cui 15 sono l'esatta copia di quelli originali. Tra i vari edifici ricostruiti vi è anche la famosa Haus zur Goldenen Waage.